# The Last of Us (TV-serie)
The Last of Us är en amerikansk TV-serie från 2023 som hade premiär på strömningstjänsten HBO Max den 16 januari 2023. Serien är skriven av Craig Mazin och Neil Druckmann. Den första säsongen består av nio avsnitt och seriens handling är baserad på det första The Last of Us-spelet.
Serien blev snabbt en stor tittarsuccé, med över 22 miljoner tittare som såg premiäravsnittet. Ungefär två veckor efter premiären bekräftade HBO Max att serien skulle få en till säsong. I den andra säsongen, som baseras på datorspelet The Last of Us Part II, spelar Kaitlyn Dever karaktären Abby och Young Mazino karaktären Jesse, medan Isabela Merced spelar Dina, som är Ellies kärleksintresse. Säsong 2, bestående av sju avsnitt, hade premiär den 14 april 2025 på strömningstjänsten Max. En tredje säsong är under utveckling.

## Handling
Serien följer de två karaktärerna, smugglaren Joel och tonårstjejen Ellie, genom ett postapokalyktiskt USA i jakten på ett botemedel till den svampinfektion som spridit sig. Ett botemedel sägs finnas i Ellies blod som ska vara immunt mot svampangreppet, som gör icke-immuna människor till zombieliknande varelser. Precis som i TV-spelet kommer de stöta på olika typer av faror.

## Rollista (i urval)
- Pedro Pascal – Joel Miller
- Bella Ramsey – Ellie Williams
- Anna Torv – Theresa "Tess" Servopoulos
- Gabriel Luna – Tommy Miller
- Merle Dandridge – Marlene
- Jeffrey Pierce – Perry
- Nick Offerman – Bill
- Murray Bartlett – Frank
- Nico Parker – Sarah Miller
- Isabela Merced – Dina[4]
- Kaitlyn Dever – Abby[4]
- Young Mazino – Jesse[4]
- Jeffrey Wright – Isaac[5]
- Danny Ramirez – Manny[9]
- Tati Gabrielle – Nora[9]